# Breiter Weg 212a (Magdeburg)

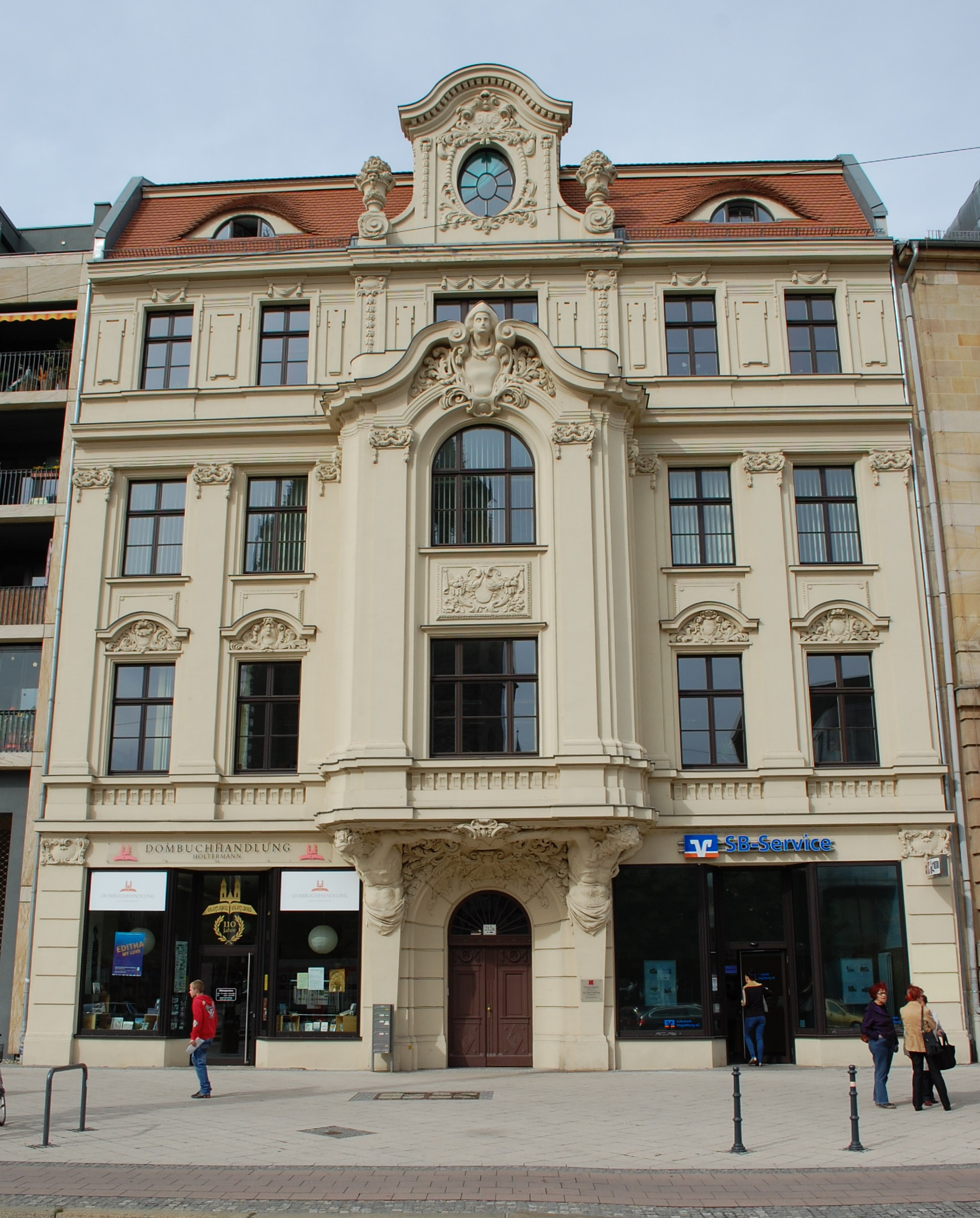
Haus Breiter Weg 212a

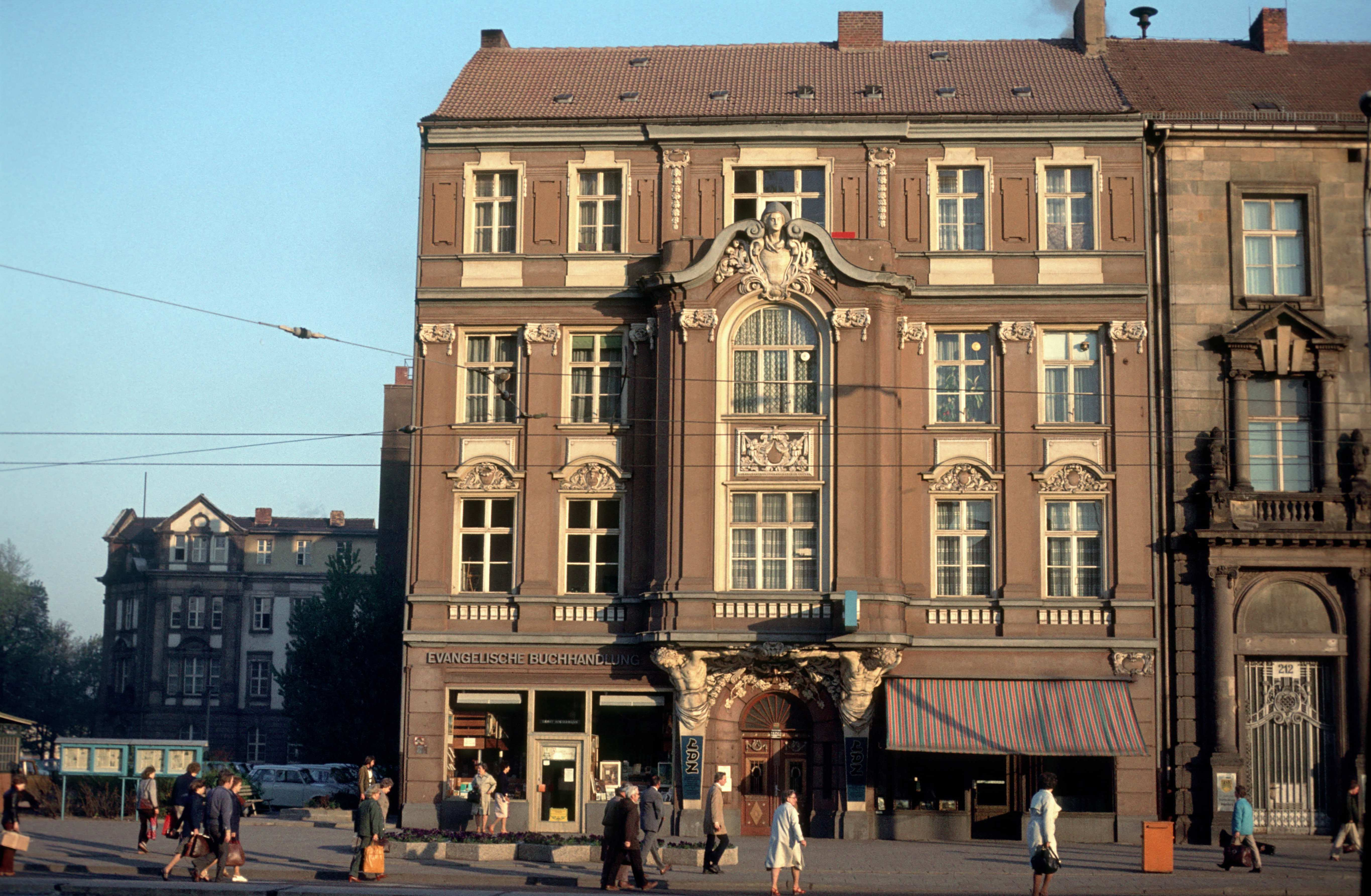
1980

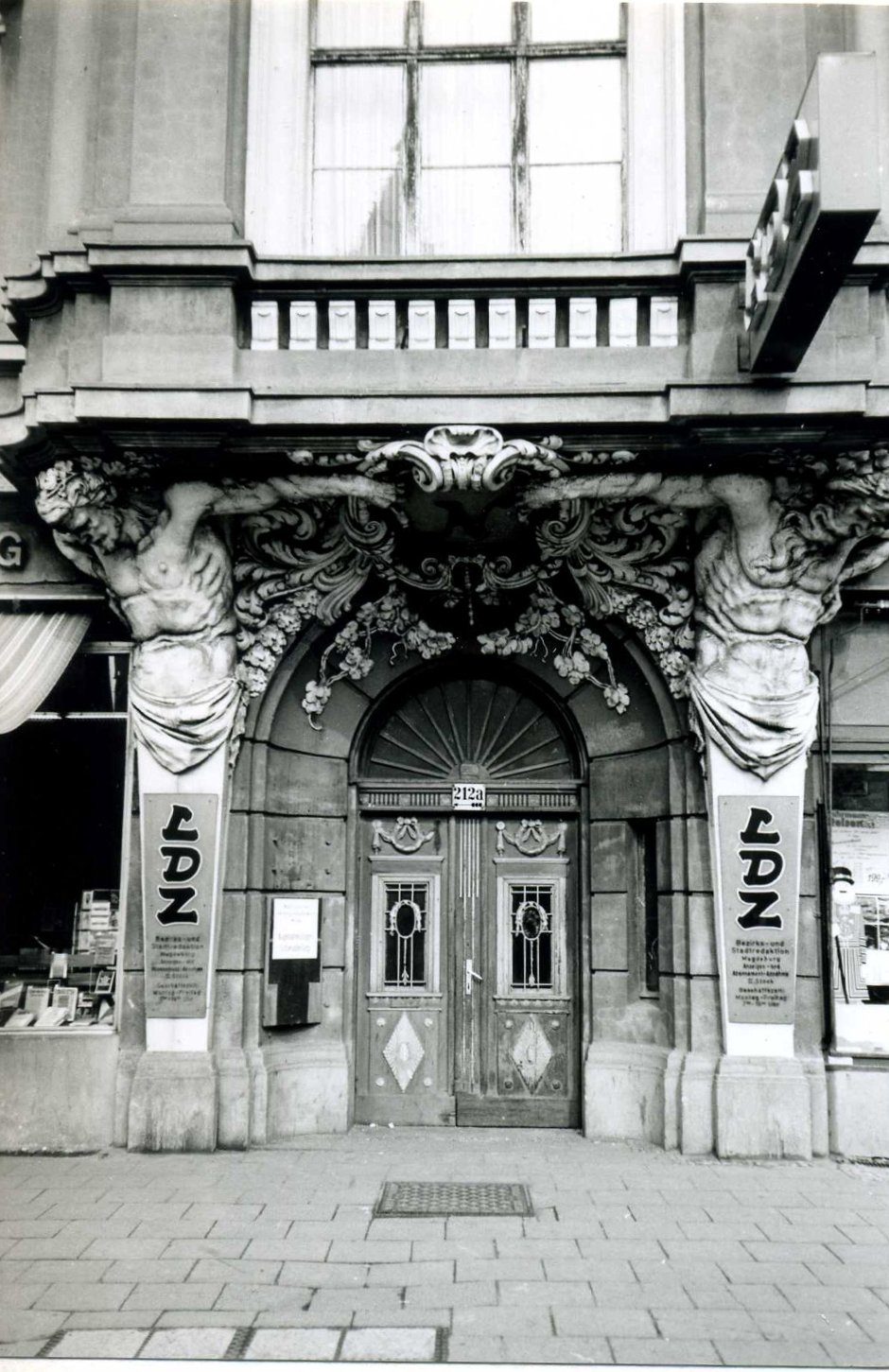
Eingangsbereich im Jahr 1990

Das Haus Breiter Weg 212a ist ein denkmalgeschütztes Gebäude in Magdeburg in Sachsen-Anhalt.

## Lage
Es befindet sich auf der Westseite des Breiten Wegs in der Magdeburger Altstadt. Unmittelbar nördlich grenzt das gleichfalls denkmalgeschützte Haus Breiter Weg 212 an, in dem sich der Sitz der Volksbank Magdeburg befindet.

## Architektur und Geschichte
Das viergeschossige Wohn- und Geschäftshaus entstand im Jahr 1905 nach Plänen von Johann August Duvigneau im Stil des Neobarock für den Bankier F. A. Neubauer. Die Fassade des repräsentativen Gebäudes verfügt vor dem ersten und zweiten Obergeschoss über einen Mittelerker, der von einem geschweiften Giebel bekrönt ist. Gestützt wird der Erker von zwei Hermen. Die Gliederung der Fassade erfolgt durch kolossale Pilaster mit neobarocken ionischen Kapitellen. In den Fensterbrüstungen der Beletage und im Giebel des Erkers befindet sich reicher Stuckdekor. Die Gestaltung der Fassade orientierte sich an der Magdeburger Barockarchitektur des 18. Jahrhunderts die ursprünglich für die Bebauung des Breiten Wegs prägend war. Zwischen zweitem und drittem Obergeschoss befindet sich ein Gesims, dass die ursprüngliche Traufenhöhe der barocken Häuser des Breiten Wegs aufnahm. Ein ursprünglich bestehender Mittelgiebel und ein Mansarddach sind nicht mehr erhalten.
Zumindest ab 1938 war die Vereinigte Lebensversicherungsanstalt AG für Handwerk und Gewerbe aus Hamburg Eigentümer des Hauses. Während des Zweiten Weltkriegs brannte das zweite und dritte Ober- sowie das Dachgeschoss aus. Es erfolgte jedoch ein Wiederaufbau. 1950 wurde die VASA-Versicherungs-Anstalt des Landes Sachsen-Anhalt als Eigentümer des Hauses genannt.
Im Erdgeschoss des Hauses befand sich seit 1905 die von Ernst Holtermann gegründete bekannte Dombuchhandlung Holtermann. In der Zeit der DDR befand sich im Gebäude auch die Bezirksredaktion der Liberal-Demokratischen Zeitung.
Das Gebäude gilt als Bestandteil der letzten geschlossenen erhaltenen Gebäudezeile des Breiten Wegs als städtebaulich bedeutsam.
Im örtlichen Denkmalverzeichnis ist das Wohn- und Geschäftshaus unter der Erfassungsnummer 094 16644 als Baudenkmal verzeichnet.